# Parafia Matki Bożej Miłosierdzia w Swarzędzu
Parafia Matki Bożej Miłosierdzia – rzymskokatolicka parafia położona w północnej części Swarzędza. Została wydzielona z parafii św. Marcina w roku 1994. Budowa kościoła parafialnego rozpoczęła się w roku 1996 i została powierzona późniejszemu pierwszemu proboszczowi parafii, ks. kan. Henrykowi Ogrodnikowi. Świątynia została konsekrowana w 2007 roku przez ks. arcybiskupa Stanisława Gądeckiego.

## Proboszczowie
| Imię i nazwisko             | Okres pracy w parafii                   |
| --------------------------- | --------------------------------------- |
| ks. kan. Henryk Ogrodnik    | 27 października 1992 - 29 kwietnia 2006 |
| ks. kan. Eugeniusz Guździoł | 30 kwietnia 2006 - 31 lipca 2012        |
| ks. kan. Dariusz Salski     | 1 sierpnia 2012 - obecnie               |